# Bienenbüttel
Bienenbüttel település Németországban, azon belül Alsó-Szászország tartományban. Lakosainak száma 6984 fő (2023. december 31.). Bienenbüttel Vastorf és Altenmedingen községekkel határos.

## Népesség
A település népességének változása:
| Lakosok száma | 6686 | 6731 | 6728 | 6792 | 6941 | 6984 |
|               | 2016 | 2017 | 2019 | 2021 | 2022 | 2023 |